# Mouvement populaire des sans-terre (Namibie)
Ne pas confondre avec le Mouvement populaire des sans-terre, mouvement social sud-africain.
Le Mouvement populaire des sans-terre (en anglais : Landless People's Movement abrégé en LPM) est un parti politique namibien. Il est dirigé par l'ancien vice-ministre des terres et de la réinstallation Bernadus Swartbooi (en), qui en est le président et le principal responsable de la campagne pour le changement, et Henny Seibeb (en), le chef adjoint du parti.

## Histoire
Le Mouvement populaire des sans terre est formé après que Bernadus Swartbooi (en), vice-ministre de la réforme agraire, est limogé par le président Hage Geingob en décembre 2016 après avoir refusé de s'excuser auprès du ministre de la Réforme agraire de l'époque, Utoni Nujoma, qu'il accuse d'avoir réinstallé des personnes d'autres régions dans le sud du pays devant les Nama,,.

## Positionnement politique
Swartbooi est un ardent défenseur de la restitution des terres et de la justice réparatrice pour les Namibiens sans terre qui ont été dépossédés de leurs terres, y compris les communautés autochtones. Le parti est également favorable aux droits des LGBT et prévoit de s'attaquer aux problèmes de l'avortement et de la légalisation de la marijuana.

## Résultats électoraux

### Élections législatives
| Année | Chef                    | Voix   | %    | Rang | Élus    | +/- | Statut     |
| ----- | ----------------------- | ------ | ---- | ---- | ------- | --- | ---------- |
| 2019  | Bernadus Swartbooi (en) | 38 956 | 4,75 | 3e   | 4 / 104 | 4   | Opposition |
| 2024  | Bernadus Swartbooi (en) | 56 971 | 5,21 | 5e   | 5 / 104 | 1   | Opposition |